# Dmitri Kurakin
Dmitri Kurakin (ur. 5 czerwca 1975 w Tallinnie) – estoński łyżwiarz figurowy, startujący w parach tanecznych z Anną Mosenkova, a następnie z Jill Vernekohl. Uczestnik mistrzostw świata i Europy, medalista mistrzostw Estonii i Niemiec w latach 90. XX w.
Jego młodszym bratem jest łyżwiarz figurowy Juri Kurakin (ur. 1987) również występujący w konkurencji par tanecznych (reprezentował m.in. Bułgarię i Austrię).

## Osiągnięcia

### Z Anną Mosenkovą (Estonia)
| Mistrzostwa świata | 30 | 29 | 32 |    |
| Mistrzostwa Europy | 29 | 24 | 20 | 27 |